# Basilio González Herrero
Blahoslavený Basilio González Herrero, řeholním jménem Alejo (Alexius) z Terradillos (14. června 1874, Terradillos – 14. srpna 1936, Jove), byl španělský římskokatolický řeholník Řádu menších bratří kapucínů a mučedník.

## Život
Narodil se 14. června 1874 v Terradillos.
Dne 18. dubna 1906 vstoupil noviciátu kapucínů a přijal jméno Alejo. Své sliby složil o rok později 19. dubna. U kapucínů byl laickým bratrem a působil jako vrátný kláštera. Je známo že byl velmi duchovně založený a dobrotivý.
Dne 21. července byl s dalšími čtyřmi spolubratry (bl. Berardo z Visantoni, Ildefons z Armellady, Arcángel z Valdavidy a Eusebio ze Saludes) zatčen a uvězněn v jezuitském kostele. Dne 14. srpna byli bratři zastřeleni.

## Proces blahořečení
Proces jeho blahořečení byl zahájen roku 1954 v arcidiecézi Madrid spolu s dalšími jedenatřiceti spolubratry kapucíny.
Dne 27. března 2013 uznal papež František jejich mučednictví. Blahořečeni byli 13. října 2013 ve skupině 522 španělských mučedníků.